# Конјункција (астрономија)
Конјункција у астрономији представља блиски привидни положај два (или више) небеска тела на небу када се посматра са Земље (или неког другог места).
Код унутрашњих планета постоје две врсте конјункција — спољашња и унутрашња.